# LeJOS
leJOS è un firmware sostitutivo per il mattone LEGO Mindstorms RCX ed NXT. Include una Java Virtual Machine, che permette di programmare i robot LEGO Mindstorms mediante l'utilizzo del linguaggio di programmazione Java. leJOS è in grado di eseguire programmi scritti in Java tramite i quali si possono comandare i motori ed i sensori del robot. Con leJOS è inclusa una .jar (iCommand Archiviato il 10 novembre 2016 in Internet Archive.) che permette inviare comandi al Mindstorm via Bluetooth, senza la necessità di installare il firmware.

## Pronuncia
Il nome leJOS è stato concepito da José Solórzano, basato sull'acronimo di Java Operating System (JOS), legOS, il nome di un altro sistema operativo per il RCX e la parola spagnola "lejos".
leJOS fornisce un ambiente di programmazione Java per i robot Lego Mindstorms RCX e NXT. leJOS inoltre fornisce vaste librerie di codice che supportano varie funzioni di più alto livello quali navigazione e l'automatismo basato sui behavior. 